# Saints & Sinners (албум на Уайтснейк)
Вижте пояснителната страница за други значения на Saints and Sinners.
„Saints & Sinners“ (на български: Светци и грешници) е шестият студиен албум на английската хардрок група Уайтснейк. Издаден е през 1982 г. и въпреки проблемите покрай записите поради преумора на музикантите, албумът се превръща в едно от класическите произведения в музиката. Повечето от песните стават хитове, а две от тях „Crying in the Rain“ и „Here I Go Again“ се смятат за едни от най-големите рок класики за всички времена. И двете са презаписани и издадени отново в албумът на групата от 1987 г.
"Saints & Sinners" не може да се похвали с комерсиалния успех на следващите албуми на Уайтснейк тъй като по онова време не е издаден официално в САЩ. Въпреки това той добива статус на „Сребърен албум“ за Обединеното кралство продавайки се в над 60 000 копия.

## Списък на песните
1. Young Blood – 3:30
2. Rough an' Ready – 2:52
3. Bloody Luxury – 3:23
4. Victim of Love – 3:33
5. Crying in the Rain – 5:59
6. Here I Go Again – 5:08
7. Love an' Affection – 3:09
8. Rock an' Roll Angels – 4:07
9. Dancing Girls – 3:10
10. Saints an' Sinners – 4:23

## Музиканти
- Дейвид Ковърдейл – вокали
- Мики Мууди – китари
- Бърни Марсдън – китари
- Нийл Мъри -бас
- Джон Лорд – клавишни
- Иън Пейс – барабани